# Жниборідська сільська рада
Жни́борідська сільська́ ра́да — колишня адміністративно-територіальна одиниця та орган місцевого самоврядування в Чортківському районі Тернопільської області. Адміністративний центр — с. Жнибороди.

## Загальні відомості
- Територія ради: 13,15 км²
- Населення ради: 682 особи (станом на 2014 рік)
- Територією ради протікають річки Стрипа і Провал

## Населені пункти
Сільській раді було підпорядковане с. Жнибороди.

## Історія
Перша сільська рада в Жнибородах утворена у вересні 1939 року.
У 1944 році сільська рада відновлена.
У 1959 році приєднана до Берем'янської сільської ради, пізніше — Дулібівської сільської ради.
30 грудня 1992 року відбулося перше засідання вдруге відновленої Жниборідської сільської ради.
До 19 липня 2020 р. належала до Бучацького району.
11 грудня 2020 р. увійшла до складу Бучацької міської громади.

## Географія
Жниборідська сільська рада межує:

на сході — з Берем'янською сільською радою;

на півдні — з Миколаївською сільською радою;

на заході — зі Скомороською сільською радою;

на півночі — з Дулібівською сільською радою.

## Приміщення
У 1992–2010 роках сільська рада знаходилась у приміщенні колгоспної контори.
З 2010 року приміщення сільської ради знаходиться в центрі села.

## Склад ради
Рада складалася з 12 депутатів та голови.
- Голова ради: Василечко Володимир Миколайович
- Секретар ради: Стрілецька Марія Петрівна

### Керівний склад попередніх скликань
| Прізвище, ім'я, по батькові                | Основні відомості                                                                                     | Дата обрання | Дата звільнення |
| ------------------------------------------ | --- | ------------ | --------------- |
| Василечко Мар'ян Гіларійович (три терміни) | Сільський голова, 1946 року народження, освіта середня, безпартійний                                  | 30.12.1992   | 26.03.2006      |
| Василечко Володимир Миколайович            | Сільський голова, 1964 року народження, освіта середня, безпартійний                                  | 26.03.2006   | 31.10.2010      |
| Василечко Володимир Миколайович            | Сільський голова, 1964 року народження, освіта середня, член Всеукраїнського об'єднання «Батьківщина» | 04.11.2010   |                 |

Примітка: таблиця складена за даними сайту Верховної Ради України

### Депутати
За результатами місцевих виборів 2010 року депутатами ради стали:

#### За суб'єктами висування
| Суб'єкт висування | Кількість обраних депутатів | %   |
| ----------------- | --------------------------- | --- |
| Самовисування     | 12                          | 100 |

#### За округами
| № округу | Прізвище, ім'я, по батькові        | Дата визнання обраним | Освіта             | Партійна приналежність                    | Відомості про обраного депутата             |
| -------- | ---------------------------------- | --------------------- | ------------------ | ----------------------------------------- | ------------------------------------------- |
| 1        | Василечко Степан Миколайович       | 04.11.2010            | середня            | позапартійний                             | тимчасово не працює                         |
| 2        | Галюлько Юрій Михайлович           | 04.11.2010            | середня спеціальна | член Всеукраїнського об'єднання «Свобода» | Бучацький коледж ПДАТУ, студент             |
| 3        | Хомко Марія Михайлівна             | 04.11.2010            | середня            | позапартійна                              | тимчасово не працює                         |
| 4        | Стрілецький Михайло Степанович     | 04.11.2010            | середня            | позапартійний                             | пенсіонер                                   |
| 5        | Добрянський Михайло Антонович      | 04.11.2010            | середня            | позапартійний                             | Агрофірма «Дружба», керуючий                |
| 6        | Труш Степан Михайлович             | 04.11.2010            | середня            | позапартійний                             | тимчасово не працює                         |
| 7        | Головецька Дарина Миколаївна       | 04.11.2010            | вища               | позапартійна                              | Жниборідська с/р, бухгалтер                 |
| 8        | Добрянський Руслан Антонович       | 04.11.2010            | середня            | позапартійний                             | Агрофірма «Дружба», механізатор             |
| 9        | Юськевич Іван Богданович           | 04.11.2010            | середня            | позапартійний                             | Технічний коледж ТДТУ ім. І. Пулюя, студент |
| 10       | Чудак Надія Володимирівна          | 04.11.2010            | середня            | позапартійна                              | Жниборідська с/р, прибиральниця             |
| 11       | Стрілецька Марія Петрівна          | 04.11.2010            | вища               | позапартійна                              | Жниборідська с/р, секретар                  |
| 12       | Кульгавець Володимир Володимирович | 04.11.2010            | вища               | позапартійний                             | Тернопільський художній музей, сторож       |